# Jasper De Buyst
Jasper De Buyst (Asse, 24 novembre 1993) è un ciclista su strada e pistard belga che corre per il team Lotto; professionista dal 2013, ha vinto due edizioni del Grote Prijs Stad Zottegem e una medaglia di bronzo mondiale nell'americana su pista.

## Palmarès

### Strada
- 2010 (Juniores)

Campionati belgi, Prova in linea Juniores
- 2011 (Juniores)

Campionati belgi, Prova a cronometro Juniores
- 2017 (Lotto Soudal, quattro vittorie)

Heistse Pijl
2ª tappa Tour de Wallonie (Chaudfontaine > Seraing)
Grote Prijs Stad Zottegem
Binche-Chimay-Binche
- 2019 (Lotto Soudal, una vittoria)

4ª tappa Giro di Danimarca (Korsør > Asnaes Indelukke)
- 2023 (Lotto Dstny, una vittoria)

Egmont Cycling Race

#### Altri successi
- 2019 (Lotto Soudal)

Classifica a punti Giro di Danimarca

### Pista
- 2013

Campionati europei, Omnium Under-23
Belgian Open, Americana (con Kenny De Ketele)
Belgian Open, Omnium
Tre giorni di Aigle, Americana (con Kenny De Ketele)
Tre giorni di Aigle, Omnium
1ª prova Coppa del mondo 2013-2014, Omnium (Manchester)
Sei giorni di Gand (con Leif Lampater)
Campionati belgi, Corsa a punti
Campionati belgi, Americana (con Iljo Keisse)
- 2014

Grand Prix of Poland, Omnium
Sei giorni di Gand (con Kenny De Ketele)
Campionati belgi, Americana (con Kenny De Ketele)
- 2015

Campionati belgi, Americana (con Kenny De Ketele)
- 2019

Sei giorni di Brema (con Iljo Keisse)
- 2024

Campionati belgi, Corsa a punti
Campionati belgi, Americana (con Noah Vandenbranden)

#### Altri successi
- 2014

Classifica omnium Coppa del mondo 2013-2014

## Piazzamenti

### Grandi Giri
- Giro d'Italia

2017: ritirato (18ª tappa)
2019: ritirato (15ª tappa)
2021: ritirato (9ª tappa)
- Tour de France

2018: 142º
2019: 118º
2020: 142º
2021: ritirato (9ª tappa)
2023: 136º
2025: non partito (5ª tappa)
- Vuelta a España

2015: 126º

### Classiche monumento
- Milano-Sanremo

2018: 109º
2020: 109º
2021: 101º
2023: 94º
2024: ritirato
- Giro delle Fiandre

2016: 41º
2017: ritirato
2018: 57º
2020: 18º
2023: ritirato
- Parigi-Roubaix

2016: ritirato
2025: 63°

### Competizioni mondiali
- Campionati del mondo su pista

Minsk 2013 - Inseguimento a squadre: 7º
Minsk 2013 - Omnium: 7º
Cali 2014 - Inseguimento a squadre: 9º
Cali 2014 - Americana: 5º
St. Quentin-en-Yvelines 2015 - Inseguimento a squadre: 9º
St. Quentin-en-Yvelines 2015 - Omnium: 4º
St. Quentin-en-Yvelines 2015 - Americana: 3º
Londra 2016 - Omnium: 8º
- Campionati del mondo su strada

Ponferrada 2014 - In linea Under-23: 33º
- Giochi olimpici

Rio de Janeiro 2016 - Omnium: ritirato

### Competizioni continentali
- Campionati europei su pista

Anadia 2011 - Omnium Junior: 2º
Anadia 2012 - Inseguimento a squadre Under-23: 3º
Anadia 2012 - Omnium Under-23: 7º
Anadia 2012 - Americana Under-23: 2º
Anadia 2013 - Omnium Under-23: vincitore
Anadia 2013 - Americana Under-23: 4º
Apeldoorn 2013 - Omnium: 4º
Anadia 2014 - Corsa a punti Under-23: 3º
Anadia 2014 - Omnium Under-23: 4º
Anadia 2014 - Americana Under-23: 2º
Atene 2015 - Omnium Under-23: 5º
Grenchen 2015 - Omnium: 6º
Heusden-Zolder 2025 - Corsa a punti: 3º
- Campionati europei su strada

Ankara 2010 - In linea Junior: 73º
Herning 2017 - In linea Elite: 78º
Drenthe 2023 - In linea Elite: non partito